# Kampania mutińska
Kampania mutińska (grudzień 44 – sierpień 43 p.n.e.) była wojną domową w Republice Rzymskiej - pierwszą po zabójstwie Juliusza Cezara - pomiędzy Senatem Rzymskim a Markiem Antoniuszem na terenach Północnej Italii. Przyczyną konfliktu były starania Senatu, by zatrzymać Marka Antoniusza przed zbrojnym przejęciem strategicznych prowincji Galii Zaalpejskiej oraz Galii Cisalpejskiej od ich namiestników. Na czele Senatu stali Cyceron oraz konsulowie wybrani na rok 43 p.n.e.: Aulus Hircjusz oraz Gajusz Pansa. Mimo starań Cycerona, Senatowi nie udało się całkowicie przeciągnąć na swoją stronę spadkobiercy Cezara, Oktawiana Augusta, który mimo wspierania Senatu w początkowej fazie wojny, dążył do realizacji własnych celów.
Działania wojenne rozpoczęły się w grudniu 44 p.n.e., gdy wojska Antoniusza obległy Mutinę, w której schronił się Decymus Juniusz Brutus, namiestnik Galii Cisalpejskiej oraz jeden z zabójców Cezara. Konsulowie wraz z Oktawianem ruszyli na wiosnę przeciw Antoniuszowi i odnieśli zwycięstwa w bitwach pod Forum Gallorum (14 kwietnia 43 p.n.e.) oraz Mutiną (21 kwietnia 43 p.n.e). Zarówno Gajusz Pansa, jak i Aulus Hircjusz ponieśli jednak śmierć, co w połączeniu z niezdecydowaniem Senatu doprowadziło do powstania pustki politycznej, którą wykorzystał Oktawian – zażądawszy urzędu konsula, ruszył wraz z armią na Rzym. Po przejęciu kontroli nad miastem, Oktawian i jego kuzyn, Quintus Pedius, zostali nieregularnie wybrani na konsulami. Dzięki zabiegom Lepidusa, Oktawian i Antoniusz zasiedli do negocjacji, co doprowadziło do odłożenia na bok dawnych animozji i zawiązania II triumwiratu.

## Tło wydarzeń

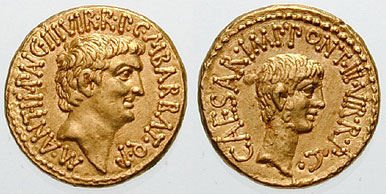
Aureus przedstawiający Marka Antoniusza i Oktawiana, wybity w 41 p.n.e., po wydarzeniach wojennych i w okresie II triumwiratu.

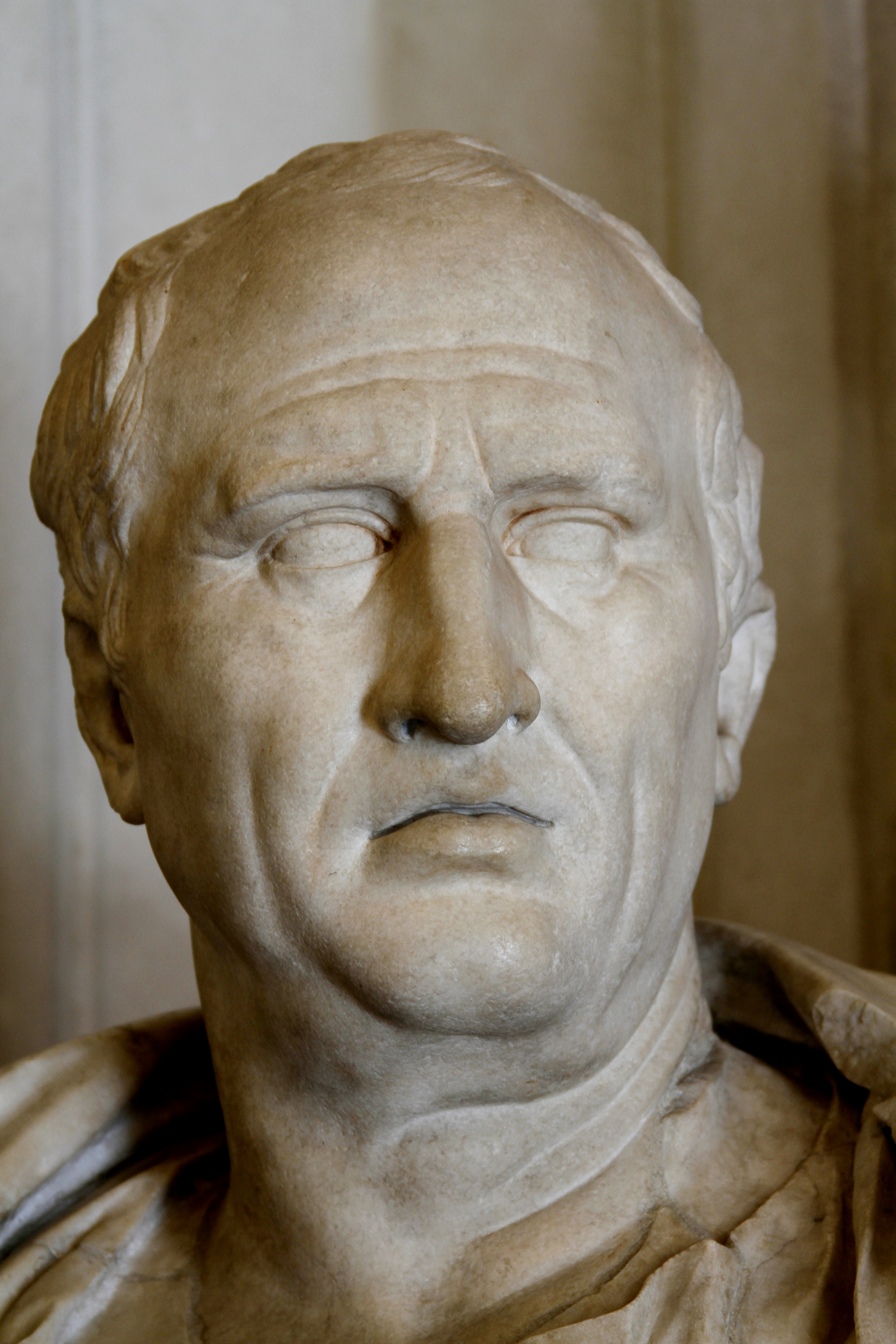
Popiersie Cycerona z I wieku n.e.

W idy marcowe 44 p.n.e. grupa senatorów pod przewodnictwem Marka Juniusza Brutusa oraz Gajusza Kasjusza Longinusa, liberatores, zabiła Juliusza Cezara w trakcie posiedzenia Senatu. Pośród spiskowców znalazło się wielu stronników Cezara z czasów poprzedniej wojny domowej. Zabójcami w dużej mierze kierowało przekonanie, że wiecznie przedłużana dyktatura Cezara osłabia republikę.
Bezpośrednio po śmierci Cezara liberatores oraz cezarianie (z konsulem Markiem Antoniusem, magister equitum Markiem Emiliuszem Lepidusem oraz konsulem wybranym na kolejnym rok Aulusem Hircjuszem) zawarli niełatwy pokój, w wyniku którego zabójcy otrzymali amnestię, ale acta zmarłego dyktatura zostały ratyfikowane. W trakcie publicznego pogrzebu Cezara Antoniusz skutecznie starał się skierować opinię publiczną przeciwko tyranobójcom.
W połowie kwietnia 44 p.n.e. opinia publiczna zmusiła Brutusa oraz Kasjusza do opuszczenia Rzymu. Osłabienie dowództwa tyranobójców umożliwiło Antoniuszowi pozyskanie licznych sojuszników – udało mu się zaaranżować mianowanie Lepidusa na pontifexa maximusa, wsparł też Publiusza Korneliusza Dolabellę w uzyskaniu urzędu konsula oraz namiestnictwa Syrii. Również w kwietniu do Rzymu przybył z Ilirii spadkobierca Cezara, młody Oktawian, który wcześniej, zaakceptowawszy spadek, krążył po Italii zbierając poparcie pośród weteranów Cezara.
Przyjazd Oktawiana został odebrany z wrogością przez Antoniusza, widzącego się w roli przywódcy cezarian. Napięcie między nimi szybko narastało – gdy Oktawian zwrócił się do Antoniusza z prośbą o rozdysponowanie spadku Cezara, żeby wypełnić warunki jego woli (w tym rozdanie 300 sestercji każdemu mężczyźnie z plebsu), ten opóźniał egzekucję testamentu, uzasadniając czasem potrzebnym na rozdział prywatnego majątku Cezara od państwowego. Nie czekając na oficjalne rozstrzygnięcie, Oktawian sprzedał własny majątek, by zebrać pieniądze i wypełnić ten warunek, dzięki czemu zyskał znaczne poparcie pośród plebsu.
W następnych tygodniach oba stronnictwa szukały dalszego poparcia. Podczas gdy Antoniusz podróżował po Italii pod pretekstem osiedlenia weteranów, a w rzeczywistości rekrutując wojska, Oktawian i Brutus sponsorowali igrzyska w celu zdobycia popleczników w mieście. Na początku czerwca Antoniuszowi udało się przeforsować nielegalną ustawę o ponownym przypisaniu prowincji. Ustawa ta była "potrójnie nieprawidłowa, gdyż 1) nie była dies comitialis, 2) nie powiadomiono o tym w należy sposób i 3) zastosowano przemoc". Według historyka Appiana, trybuni plebejscy zostali przekupieni, by nie użyli prawa weta. Ustawa przenosiła Antoniusza z jego przyszłej prowincji Macedonii do strategicznie ważniejszych Galii Zaalpejskiej i Przedalpejskiej oraz przypieczętowywała pozycję Dolabelli w Syrii. Niedługo później Antoniusz spróbował usunąć Brutusa i Kasjusza z życia politycznego poprzez propozycję odebrania im ich prowincji oraz powierzenia obowiązku zakupu zboża w Azji i na Sycylii.

## Przebieg wojny

### Rozwój polityczny
Począwszy od września 44 p.n.e., Cyceron zaczął wygłaszać w Senacie serię przemówień przeciwko Antoniuszowi, nazwanych Filipikami na cześć potępień Filipa II Macedońskiego przez Demostenesa. Pierwsza z Filipik wygłoszona została po tym, jak Antoniusz przeklął Cycerona z powodu jego niestawiennictwa się na posiedzeniu Senatu, w trakcie którego głosowano nad odznaczeniami dla Cezara. W tym samym okresie Antoniusz publicznie wyklinał liberatores, oskarżając ich o zdradę i zabójstwo krewnego. Chcąc wzmocnić swoją pozycję, Antoniusz przewodniczył przydzielaniu prowincji pretorskich, umieszczając swojego brata Gajusza w Macedonii, a Brutusa i Kasjusza odpowiednio do Krety oraz Cyreny. Brutus jednak, z pomocą ówczesnego namiestnika Macedonii, ruszył by zająć prowincję przed przybycie Gajusza Antoniusza.
Sytuacja Antoniusza nie była stabilna także i w jego stronnictwie, gdyż latem stracił poparcie byłych cezariańskich konsuli, a Oktawian skutecznie atakował każdą jego próbę obrony pamięci Cezara. W grudniu Antoniusz opuścił Rzym z armią, by odebrać Galię Przedalpejską jej namiestnikowi – Decymusowi Juniuszowi Brutusowi. W tym samym czasie Oktawian ruszył do Południowej Italii, gdzie zbierał nielegalną, prywatną armię z sił, które Antoniusz przeniósł z Macedonii. Pod koniec roku Oktawian i Cyceron zawarli sojusz: Cyceron i Senat zyskiwali prywatną armię Oktawiana w celu walki z Antoniuszem, natomiast Oktawian otrzymywał poparcia Cycerona w Senacie.
20 grudnia do Rzymu dotarła depesza od Decymusa Brutusa, w której oznajmił swój zamiar obrony prowincji przed Antoniuszem oraz rozpoczęcie oblężenia Mutiny (współczesna Modena) przez wojska konsula. Wykorzystując okazję, Cyceron wygłosił trzecią z Filipik, w której pochwalił Oktawiana i Decymusa za ich przeciwstawianie się Antoniuszowi, zaś tego ostatniego ogłosił wrogiem narodowym. Senat przyjął także jego propozycję ratyfikowania stanowiska Decymusa w Galii Przedalpejskiej, publicznego podziękowania Oktawianowi za wsparcie prywatną armię i stawienie oporu Antoniuszowi, a także uchylenia przydziałów prowincjonalnych Antoniusza. Chociaż Cyceronowi nie udało się przeforsować ogłoszenia Antoniusza "wrogiem publicznym", uznał grudniowe wydarzenia za skuteczne podłożenie podwalin pod przetrwanie republiki.
1 stycznia inaugurowano nowych konsulów: Gajusza Vibiusza Pansę oraz Aulusa Hircjusza – debata w Senacie została rozpoczęta natychmiast. Dowództwo Oktawiana nad prywatną armią zostało legitymizowane poprzez imperium pro praetore, został wprowadzony do Senatu ze statusem konsularnym oraz otrzymał prawo do ubiegania się o konsulat dziesięt lat wcześniej. Ponownie podziękowano Decymusowi Brutusowi za nieopuszczenie swojej prowincji. Mimo to, stronnictwo przychylne Antoniuszowi wciąć pozostało wpływowe w Senacie. Wniosek Cycerona o senatus consultum ultimum został odrzucony, a za namową Kwintusa Fufiusza Kalenusa, bliskiego przyjaciela Antoniusza starającego się jak najdłużej opóźnić działania wojenne, wysłano poselstwo do byłego konsula. Siódma z Filipik Cycerona musiała jednak wpłynąć na zdanie niektórych senatorów, gdyż niedługo później powołano armię republikańską, na czele której stanęli konsul Hircjusz oraz Oktawian August.

Mapa ruchów różnych armii podczas kampanii poprzedzających bitwę pod Mutiną.

Delegacja wróciła 1 lutego 43 p.n.e. Kontrpropozycje Antoniusza zostały odrzucone. Mimo starań Cycerona, Senat zagłosował przeciw ogłoszeniu stanu wojny, zamiast tego przychylając się do wniosku Lucjusza Juliusza Cezara o ogłoszenie stanu tumultus. Na przełomie lutego i marca armie republiki ruszyły na północ w celu zniesienie oblężenia Mutiny i uwolnienia Decymusa Brutusa. 20 Marca prośby Lepidusa i Plankusa o uniknięcie wojny zostały odrzucone. W Senacie Cyceron w trzynastej z Filipik nazwawszy Antoniusza rozbójnikiem, ostrzegał senatorów przez jego zwycięstwem. Senat wezwał Plankusa do wsparcia sił republikańskich zmierzających do Mutiny z odsieczą, lecz ten, czekając na rozwój wydarzeń, odmówił, obwiniając swoje wojska.

### Bitwy
Marsz na północ armii Hircjusza i Pansy był szczytem kryzysu. 30 marca 43 p.n.e. Cyceron napisał do Plankusa, że spodziewa się rozstrzygnięcia "całego losu republiki" w następstwie jednej, nadchodzącej bitwy. Ponowna próba wysłania poselstwa z propozycją pokoju podjęta przez Kalenusa i Pizona nie powiodła się po tym, jak Cyceron, mianowany na posła, odmówił rokowania z Antoniuszem. Pansa opuścił Rzym niedługo po Hircjuszu, stojąc na czele czterech legionów złożonych całkowicie ze świeżych rekrutów. Obrona Rzymu przypadła Markowi Cecyliuszowi Kornutusowi, dowodzącemu zaledwie jednym legionem.

#### Forum Gallorum (14 kwietnia)
Dowiedziawszy się o nadejściu Pansy, Antoniusz zdecydował się zaatakować wraz z dwoma najbardziej doświadczonymi legionami niedoświadczoną armię konsula. Dzięki sprawnym manewrom udało mu się ominąć armię Hircjusza oraz Oktawiana i zaskoczyć Pansę pod Forum Gallorum 14 lub 15 kwietnia. Mimo nadesłanego przez Hircjusza wsparcia w postaci dodatkowego legionu, weterani Antoniusza zadali ciężkie straty republikańskim siłom i zmusiły śmiertelnie rannego Pansę do odwrotu. W drodze powrotnej do Mutiny, to Hircjuszowi udało się przechwycić i rozgromić zmęczone wojska Antoniusza. Straciwszy około połowę wojsk, Antoniusz wycofał się. W międzyczasie Oktawian skutecznie obronił obóz republikański przed atakiem pozostałych sił Antoniusza pod przywództwem jego brata Lucjusza. W następstwie zwycięstw Hircjusz, Pansa i Oktawian zostali okrzyknięci przez swoje wojska imperatorami.
Wiadomość o klęsce Pansy jako pierwsza dotarła do Rzymu, co wywołało obawy w mieście. Gdy 20 kwietnia nadeszły wieści o zwycięstwie Hircjusza, Cycerona paradowano z jego domu do stolicy, a Senat przegłosował supplicationes na pięćdziesiąt dni. Cyceron następnie przeforsował w Senacie odznaczenia dla obu konsulów, Oktawiana oraz ich żołnierzy.

#### Mutina (21 kwietnia)
Tydzień po starciu pod Forum Gallorum, Hircjusz i Oktawian, zachęceni niedawnym sukcesem, przypuścili atak na obóz wojsk Antoniusza oblegających Mutinę. Decymus prawdopodobnie wysłał do walki oddziały z Lucjuszem Poncjuszem Aquilą na czele. Siły republikańskie z powodzeniem zdobyły obóz Antoniusza, jednak Hircjusz zginął w ciężkich walkach. Pokonany Antoniusz skutecznie wycofał się, próbując połączyć się z siłami Lepidusa w Galii Narbońskiej.

## Rekonfiguracja polityczna

### Po śmierci konsulów
W nocy 23 kwietnia zmarł Gajusz Pansa, przed śmiercią ostrzegając młodego Oktawiana przed sojuszem z Cyceronem. Gdy wieści o zwycięstwach pod Forum Gallorum i Mutiną dotarły do Rzymu, wydano dekret ogłaszający Marka Antoniusza wrogiem publicznym (hostis). Wiadomość o śmierci obu konsulów dotarła do stolicy prawdopodobnie 25 kwietnia, co stworzyło próżnię na szczycie władz republikańskich. Dowództwo nad wojskiem przyznano Decymusowi – okazało się to fatalnym w skutkach, gdy Decymus poinformował, że jego żołnierze i Oktawian odmawiają służenia pod zabójcą Cezara. Kolejnym powodem do niepokoju dla senatorów były wieści o bezczynności Oktawiana, która umożliwiła połączenie się Antoniusza z Lepidusem. Plankus co prawda zadeklarował wierność Senatowi i Republice, lecz nie spieszył się z nadejściem z pomocą. Brak żywych konsulów i konieczność przeprowadzenia wyborów spowodowały polityczny paraliż w środku starań wojennych republikanów, co przekreśliło plany wojenne Cycerona. Jego koalicja z Hircjuszem i Pansą, która skutecznie pogodziła umiarkowanych cezarian z liberatores rozpadła się wskutek wewnętrznych konfliktów politycznych.
Po tym jak wojskom Decymusa nie udało się przechwycić armii Antoniusza, połączyła się ona z siłami Lepidusa. W liście z 30 maja Lepidus twierdził, że jego armia zbuntowała się przeciw jego dowództwu i dołączyła do Antoniusza, ale jednocześnie wezwał Senat do zawarcia pokoju. Decymus Brutus w piśmie z 3 czerwca zalecał Cyceronowi wezwanie legionów z Afryki i Sardynii oraz wezwanie sił zgromadzonych przez Marka Brutusa w Macedonii. Marek Brutus, być może z uwagi na opóźnienia komunikacyjne, nie wiedział jednak o wzmocnieniu pozycji Antoniusza, wobec czego pozostawał bezczynny. Wkrótce Senat zaczął kwestionować lojalność Oktawiana, który odmówił przekazania dowództwa nad przejętymi od Pansy i Hircjusza legionami Decymusowi, zaś Appian donosi nawet, że po Mutinie nawiązał kontakt z Antoniuszem i Lepidusem.
Pasywność i dążenie do niezależności Oktawiana na początku czerwca negatywnie zaskoczyły wszystkich w Rzymie. Chociaż siły Plankusa połączymy się z armią Decymusa w Galii przeciw Antoniuszowi i Lepidusowi, brak wsparcia Oktawiana umieścił obie armie w impasie. 28 lipca Plankus w ostatnim zachowanym liście napisał do Cycerona, że zaatakowałby Antoniusza, gdyby został wzmocniony przez Oktawiana lub legiony afrykańskie. Wyraził również zaniepokojenie postawą Oktawiana i jego odmową do udzielenia pomocy.

### Marsz na Rzym
Nieufny Oktawianowi Senat podjął próbę podporządkowania sobie jego wojsk, co jednak zakończyło się porażką i zburzyło resztki zaufania między następcą Cezara a republikanami. Oktawian podburzył swoją armię przeciw Senatowi w Rzymie, a jego żołnierze domagali się dla niego konsulatu. Senat próbował zadowolić Oktawiana przekazując mu dowództwo nad wojną z Antoniuszem i przyznając więcej zaszczytów, lecz to zawiodło. Kiedy Senat odmówił przyznania urzędu konsula, Oktawian, podobnie jak jego przybrany ojciec lata wcześniej, przekroczył Rubikon i ruszył na Rzym. Dowodzący kilkoma legionami z Afryki Kornotus podjął próbę przeciwstawienia się siłom Oktawiana, a Senat wystosował przeciw niemu senatus consultum ultimum, lecz kiedy armia Oktawiana rozbiła obóz pod miastem, garnizon w Rzymie poddał się, a Kornotus popełnił samobójstwo. Zastraszony jego siłami Senat zaoferował mu konsulat oraz dziesięć tysięcy sestercji dla każdego z jego ludzi.
W przeprowadzonych nielegalnie wyborach obok Oktawian na drugiego konsula wybrany został jego krewny, Kwintus Pedius. Urząd objęli 19 sierpnia. Oktawian uzyskał ratyfikację adopcji przez Cezara, zaś Pedius uchwalił lex Pedia, która ustanowiła sąd mający sądzić zabójców Cezara. Po jednodniowym procesie liberatores, w tym m.in. Brutus i Kasjusz, zostali w całości potępieni i skazani in absentia. Nowi konsulowi znieśli następnie uznanie Lepidusa i Antoniusza za wrogów publicznych. Czując, że wiatr zaczyna wiać w przeciwną stronę, Plankus zerwał współpracę z Decymusem Brutusem i dołączył do obozu Antoniusza.
Pod auspicjami Lepidusa, Oktawian i Antoniusz spotkali się w Bononii, aby pogodzić się i osiągnąc kompromis. Zgodzili się oni wspólnie z Lepidusem utworzyć komisję złożoną z trójki ludzi, która dziś znana jest jako II triumwirat, ratyfikowany później przez Senat poprzez lex Titia. Sojusz został dodatkowo scementowany małżeństwem Oktawiana z pasierbicą Antoniusza. Obaj dowódcy ruszyli następnie przeciw zabójcom Cezara, wciąż kontrolującym ziemie Rzymu na wschodzie. W ciągu kolejnego roku triumwirowie utworzyli listy proskrypcyjne, w ramach których wybitni ludzie, bogacze i wrogowie polityczni skazywani byli na śmierć. Na listach znaleźli się m.in. Decymus Brutus i Cyceron. Ten pierwszy stracony został podczas próby ucieczki do Marka Brutusa w Macedonii, zaś Cycerona zabito w jego willi 7 grudnia 43 p.n.e.